# S.S. Lazio Baseball e Softball
La S.S. Lazio Baseball è una squadra di baseball di Roma nata nel 1949, ed è una sezione della Società Sportiva Lazio. Ad oggi una delle più longeve d'Italia che vanta vari titoli e l'inserimento nella "Hall of Fame" della Fibs del suo fondatore e miglior giocatore Giulio Glorioso che ancora oggi detiene numerosi record imbattuti.

## Storia
- Nel 2000 dopo tanti anni di campionati tra serie A B e C la società del presidente Giulio Glorioso decide di unire le forze insieme al Capannelle ed il Woodstock formando un'unica squadra di giocatori romani. Iscrissero la squadra senior al campionato nazionale di serie B formando un gruppo fortissimo di ragazzi guidati dai coach Alfredo Calvani, Davide Usiello, Maurizio Calabretto, Angelo Mariola e Gianni Occidente. Purtroppo la fusione durò solo una stagione a causa del risultato negativo ottenuto sul campo.
- L'anno del 2001 è l'ultimo sotto la presidenza di Giulio Glorioso e vede la squadra maggiore impegnata nel campionato nazionale di serie C. La squadra formata dai ragazzi che l'anno precedente avevano disputato il campionato di primavera viene affidata al manager Giuseppe Bataloni che onora il campionato piazzando la squadra al secondo posto del loro girone alle spalle dei Peones di Nettuno. Tra le file di quella squadra si distinsero giocatori come Giorgio Zulli (A federale con la Roma), Lorenzo Romani (IBL San Marino), Fulvio Pannese (A federale Roma), Stefano Marchetti (A federale Roma), Marco Di Meo (A federale Viterbo) e Luca Turchetta (A federale Roma). Il gruppo venne poi sciolto a fine stagione a causa della cessazione delle attività riguardanti il baseball.
- Nel Consiglio generale del 22 dicembre 2007 c'è stato l'accorpamento della S.S. Lazio Baseball e Cricket e della S.S. Lazio Softball in un unico sodalizio, che ha preso il nome di S.S. Lazio Baseball, Cricket e Softball, sotto la presidenza di Mauro Rinaldi. La società, facendo parte della grande famiglia biancoceleste della Polisportiva S.S. Lazio, dal dicembre del 2007, insieme alla sezione Cricket e Softball costituisce la sezione unica denominata S.S. Lazio Baseball, Cricket e Softball.
- Nel 2009 la S.S. Lazio Baseball, Cricket e Softball partecipa a due campionati giovanili: Allievi e Ragazzi.
- Nel marzo 2011 viene ricostituito il nuovo direttivo con il neopresidente Giuseppe Sesto, il quale ricompatta il settore giovanile e getta le basi per il rilancio della sezione sportiva della S.S. Lazio per il 2012.
- Nel dicembre 2011, alla presenza dell'assemblea generale della Polisportiva Lazio, la sezione sportiva diviene nuovamente scissa ritornando alla sua individualità come S.S. Lazio Baseball & Softball.
- Nel 2011 primo anno della Presidenza Sesto la SS Lazio Baseball & Softball, partecipa ai campionati di allievi e ragazzi, ottenendo due ottimi piazzamenti con la categoria allievi, secondo posto in campionato e seconda classificata alla coppa Lazio.
- Nel 2012 la SS Lazio Baseball & Softball partecipa ai campionati di serie C Baseball, Serie B Softball, categoria cadetti, categoria ragazzi, ottenendo ottimi risultati soprattutto per le squadre senior. La serie C si piazza al secondo posto del proprio girone dopo 12 anni di assenza dalle categorie senior, la serie B di Softball si piazza a punteggio pieno nel proprio girone e accede ai play off poi sconfitta in Sardegna. Merito soprattutto della ottima gestione del General Manager Gianni Pimpolari che ha saputo valorizzare un ottimo gruppo di giovani promesse del baseball romano e che sicuramente saranno il futuro di questa Società.
- Nel 2013 la squadra di serie C del Manager Marcello Dantini vince il proprio girone di andando però a perdere i playoff per la serie B.
- Nel 2014 la squadra maggiore disputa il campionato federale di serie C guidata dal manager Marcello Dantini.
- nel 2015 ritorna il Softball e partecipa al campionato di serie B conquistando con tre giornate di anticipo i Play off e chiudendo il campionato a punteggio pieno. La squadra è guidata da una leggenda della S.S. Lazio e del Softball Italiano Alessandra Cirelli. La squadra senior di milita nel campionato di serie C guidata dal Manager Domenicano Limas Lima e conquista i Play off con due giornata di anticipo chiudendo il proprio campionato con 7 vittorie e una sconfitta. nel 2015 viene anche aperta la baseball & softball school presso il nuovo impianto di San Paolo " BASEBALL & SOFTBALL ARENA GIULIO GLORIOSO "
- Nel 2016 la prima squadra guidata dal Manager Domenicano Herrera Herrera e dal direttore Sportivo Sergio Pugliese vince il girone partecipa ai play off e conquista la promozione in serie B dopo 16 anni battendo prima il Lodi e poi il Torre Pedrera. Conferma la Baseball & Softball school e partecipazione al campionato ragazzi e coppa Lazio cadetti.

## Palmarès

### Trofei ufficiali

#### Nazionali
2 trofei
- Campionati italiani: 2[1]

1949, 1955.